# Pont Thiffault
Le pont Thiffault est un pont couvert avant une structure en treillis de type Town élaboré traversant la rivière Bostonnais à La Bostonnais, au Québec (Canada). Ce pont de 1946 est composé d'une travée et a une longueur de 41,73 m.

## Toponymie
Le nom du pont commémore son constructeur, Raymond Thiffault (1903-1981). Ce dernier fut forestier et chauffeur de taxi au Saguenay. Il s’achète une terre à bois en 1936 à La Bostonnais.